# Manifiesto de los 121
El Manifiesto de los 121 (en francés: Manifeste des 121), de nombre completo Declaración sobre el derecho a la insumisión en la guerra de Argelia (en francés: Déclaration sur le droit à l’insoumission dans la guerre d’Algérie), fue una carta abierta firmada por 121 intelectuales y publicada el 6 de septiembre de 1960 en la revista Vérité-Liberté. En ella se hacía un llamamiento al gobierno francés, entonces encabezado por el gaullista Michel Debré, y a la opinión pública a reconocer la guerra de Argelia como una lucha legítima por la independencia, denunciando el uso de la tortura por parte del ejército francés y pidiendo que las autoridades respetaran a los objetores de conciencia franceses en el conflicto. 
La Declaración fue redactada por Dionys Mascolo, Maurice Blanchot y Jean Schuster. Afirmaba que la causa de los argelinos era la causa de todos los hombres libres y que la lucha asestaba un golpe decisivo a la causa del colonialismo. La gran mayoría de los firmantes pertenecían a la izquierda francesa. Entre ellos se encontraron figuras de diversos movimientos políticos y culturales, como el marxismo, el existencialismo, el surrealismo y varias figuras asociadas con las tendencias literarias y cinematográficas del nouveau roman y la nouvelle vague.
Posteriormente hubo otros firmantes de la declaración: 246 en total.